# Emoia flavigularis
Emoia flavigularis este o specie de șopârle din genul Emoia, familia Scincidae, descrisă de Werner Theodor Schmidt în anul 1932. Conform Catalogue of Life specia Emoia flavigularis nu are subspecii cunoscute.